# Ilgenbach (Rems)
Der Ilgenbach ist ein kurzer Zufluss der Rems, der in Lorch im Ostalbkreis in Baden-Württemberg von rechts und Nordosten in die Rems mündet.

## Verlauf
Der Ilgenbach entsteht auf etwa 360 m ü. NHN  in der Ilgenklinge, einen Viertelskilometer nördlich der Lorcher Tennisplätze am Waldrand, wo sein Wasser aus dem Kriegerbrunnen höher am Hang auf knapp 400 m ü. NN und anderen Quellbächen in kleinen Waldklingen zusammenfließt. Der junge Bach fließt südwestwärts, passiert am Waldrand die Tennisplätze am linken Hang und danach das Sportgelände Echo über dem rechten Hang auf einem Geländepodest des Schäfersfeldes. Im Bereich seines Waldaustritts schneidet ihn auch die Trasse des Obergermanisch-Raetischen Limes'. Hier wird er heute von der L 1154 aus Lorch nach Bruck und Pfahlbronn hinauf überquert, die dann auf den linken Kamm aufsteigt. Unterhalb des burgartig auf über 340 m ü. NN auf dem linken Talsporn stehenden Klosters Lorch sammelt er sich im Teich eines ehemaligen kleinen Steinbruchs. Von dort fällt er weiter stetig ab zur Alttrasse der Bundesstraße 29 (heute K 3313) durchs Remstal, wo er in einem kurzen Kanal verschwindet und auf inzwischen Südkurs noch die Remstalbahn unterquert. Er passiert den Gasthof Gipfel und mündet in unmittelbarer Nähe der Gipfelbrücke genannten Remsbrücke der Hohenstaufenstraße von rechts in die Rems.
Der Ilgenbach ist nur etwa 1,0 km lang, fällt auf seiner kurzen Laufstrecke jedoch um über 70 Höhenmeter. Seine Quellen entspringen derselben Schicht wie ein Zulauf des benachbarten Götzenbaches. Die Stadt Lorch nutzt das Wasser teilweise zur Wasserversorgung.